# Elena Peduzzi
Elena Peduzzi (Verona, 25 giugno 1974) è una scrittrice italiana, autrice di libri per ragazzi.
Ha conseguito la laurea in Lettere Classiche, con indirizzo archeologico medioevale, all'Università di Padova e ha lavorato qualche tempo come archeologa, prima di approdare alla redazione dei Libri per Ragazzi Mondadori.
Vive e lavora a Milano.

## Opere
- Pesci volanti (con Pierdomenico Baccalario, Fanucci 2007)
- Amaro dolce amore (con Pierdomenico Baccalario, Fanucci 2008)
- Fino alla fine dei tuoi sogni (con pseudonimo Arianna Principe, Mondadori 2009)
- My Land – Buio (con pseudonimo Elena P. Melodia, Fazi, 2009)
- My Land – Ombra (con pseudonimo Elena P. Melodia, Fazi, 2010)
- My Land – Luce (con pseudonimo Elena P. Melodia, Fazi, 2011)
- Senso Zero (Einaudi Ragazzi, 2011)
- Rachele la rossa (Einaudi Ragazzi, 2011)
- Le Libellule – Quattro amiche in pedana (Tea, 2012)
- Le Libellule – Cuori con le ali (Tea, 2012)
- Le Libellule – Missione: vittoria! (Tea, 2012)
- Milly Merletti. Sogni di moda - Ballando a New York (De Agostini, 2012)
- Milly Merletti. Sogni di moda – Minigonna rock (De Agostini, 2012)
- Milly Merletti. Sogni di moda – Principessa in jeans (De Agostini, 2012)
- Milly Merletti. Sogni di moda – Il sogno di Romeo e Giulietta (De Agostini, 2013)
- Milly Merletti. Sogni di moda – Il tesoro di seta (De Agostini, 2013)
- Le Libellule - Quattro palle e un nastro (Tea, 2013)
- Milly Merletti. Sogni di moda – Pizzi e sciabole (De Agostini, 2013)
- Milly Merletti. Sogni di moda – Il ricamo di ghiaccio (De Agostini, 2013)
- Milly Merletti. Sogni di moda – Il gioiello di Cleopatra (De Agostini, 2014)
- Milly Merletti. Sogni di moda – La maschera d'oro (De Agostini, 2014)
- Il castello della paura - L'isola di cenere (Edizioni Piemme, 2015)